# 原満幸
原 満幸（はら みつゆき）は、テレビ西日本（TNC）営業局大阪支社長。

## 経歴
記者時代は主に事件報道などに携わり、FNNバンコク支局長時代にフジテレビマニラ支局記者らと共に、アメリカ同時多発テロ事件を契機としたアフガニスタンでの戦争の最前線で取材を続けた。

## 過去の出演番組
- TNCスーパーニュース（2003.11.3 - 2008.3.28）
- 土曜NEWSファイル CUBE（2009.4.4 - 2011.3.26）降板後はプロデューサー
- FNS27時間テレビ“歌へた自慢”（参加した坂梨公俊の上司としてVTR出演 2011.7.24）